# The Divine Enchantment
The Divine Enchantment. A Mystical Poem – poemat epicki Johna Neihardta, opublikowany w 1900. Był debiutem tego autora. Utwór jest oparty na historiach z mitologii indyjskiej. Składa się z dziesięciu części, zatytułowanych Prelude, Enchantment, Interlude, Birth of Brahm, Procreation, Preservation, Dissolution, Nirvana, Disenchantment i Postlude. Charakteryzuje się urozmaiconą budową wersyfikacyjną. Autor zastosował zarówno wiersz biały (blank verse), dystych bohaterski (cz. VI), jak i strofę spenserowską (cz. III, V, VII, VIII), strofę czterowersową z rymem krzyżowym (cz. VI),  W niektórych miejscach poeta posłużył się aliteracją: O Evening, dusky daughter of the Day.